# Czeska Droga

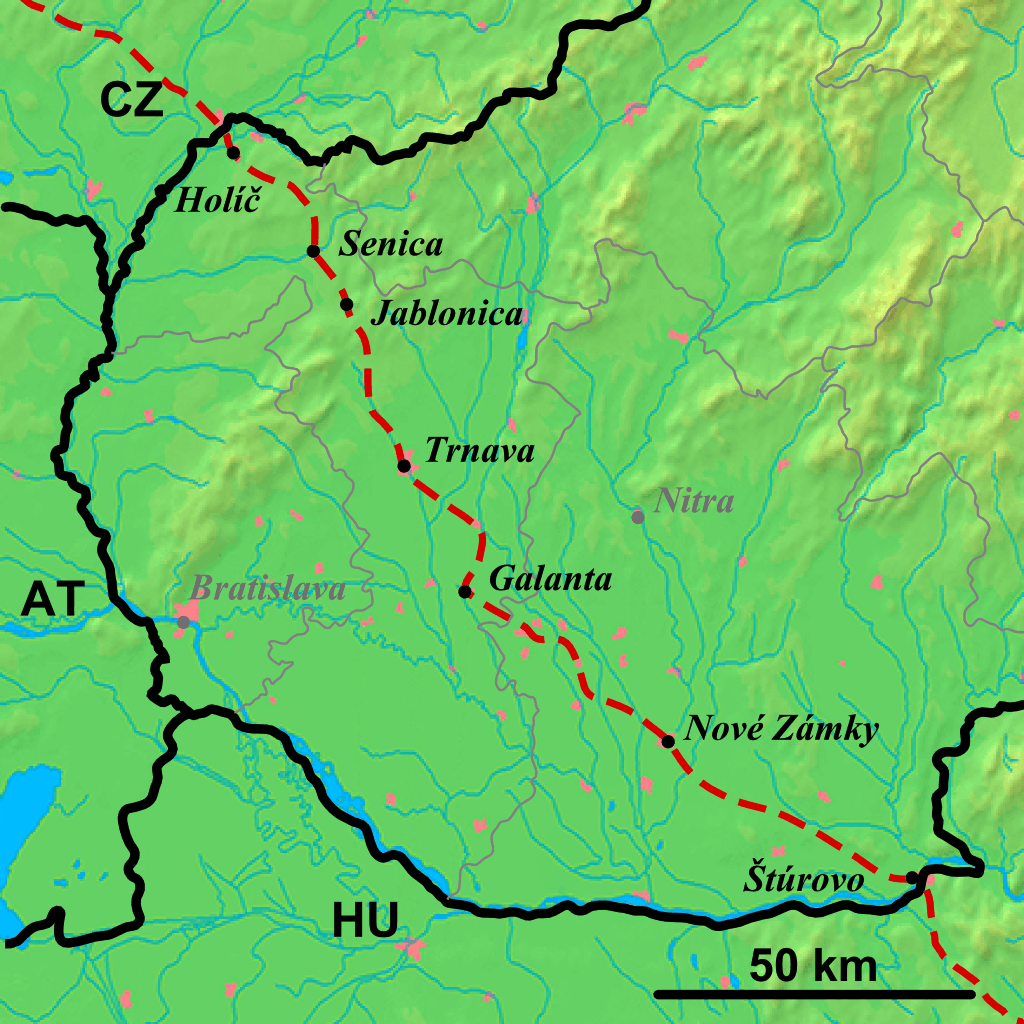
Czeska Droga na terenie dzisiejszej Słowacji

Czeska Droga (czes. i słow. Česká cesta, łac. Via Bohemica) – średniowieczna droga handlowa łącząca Pragę z węgierską Budą. Była częścią dłuższej drogi, biegnącej od Atlantyku do Bosforu. Większa jej część położona była na terenie dzisiejszej zachodniej Słowacji.
Droga powstała w XIV wieku – jej twórcami byli monarchowie, czeski Jan Luksemburski oraz węgierski Karol Robert, którzy podczas zjazdu w Wyszehradzie na przełomie 1335 i 1336 roku uzgodnili nową trasę handlową, która miała omijać Wiedeń i całą Austrię. Czeska Droga nie była jednak zupełnie nowym tworem – w dużym stopniu pokrywała się z dawnym szlakiem, używanym jeszcze w czasach Wielkiej Morawy.
Najważniejsze znaczenie miała w XIV i XV wieku, kiedy to węgierscy królowie wybudowali wiele zamków i warowni strzegących bezpieczeństwa kupców przy drodze. Jej znaczenie spadło po roku 1541, kiedy Turcy zdobyli Budę, jednak lokalny handel korzystał z niej i w dalszych stuleciach.

## Przebieg
Kupcy rozpoczynając swą podróż w Pradze, docierali na początku do Kolína, dalej kierowali się na Pardubice, Litomyśl i Brno. Granicę morawsko-węgierską droga przekraczała w pobliżu miejscowości Kátov, gdzie znajdował się bród na rzece Morawie. Następnie podróżni podążali do Trnawy, korzystając z górskiego przesmyku w Małych Karpatach w rejonie wsi Prievaly. W okolicach dzisiejszej miejscowości Sereď znajdował się kolejny bród, tym razem na rzece Wag. Kolejny odcinek biegł przez Galantę, Nowe Zamki, bród na Žitavie, a wreszcie w Ostrzyhomiu przekraczał Dunaj.